# Franck Sauzée
Franck Sauzée (Aubenas, 28 ottobre 1965) è un ex calciatore francese.

## Carriera

### Club
Sauzée, centrocampista dalle spiccate doti offensive, milita dal 1983 al 1988 nel Sochaux. Dopo aver vinto un Campionato Europeo Under 21, durante il quale segna una doppietta in finale, viene ingaggiato dal Marsiglia, dove arriverà a vincere la Coppa dei Campioni ai danni del Milan nel 1993.
Dopo il trofeo si trasferisce all'Atalanta, che paga 5 miliardi di lire per il suo cartellino. Nonostante le aspettative, Sauzée paga problemi di ambientamento e la stagione, nella quale non riesce quasi mai ad esprimere le proprie potenzialità, si chiude con una inaspettata retrocessione in Serie B. Sauzée resterà in Italia solamente un anno, prima di tornare a giocare in patria con Strasburgo e Montpellier. Giocherà infine tre stagioni in Scozia nell'Hibernian.

### Nazionale
In nazionale ha segnato 9 gol in 39 partite, senza giocare alcun mondiale a causa della mancata qualificazione dei Blues ai tornei del 1990 e del 1994. Ha disputato invece gli Europei del '92, giocando 2 gare.

## Statistiche

### Cronologia presenze e reti in nazionale
| Cronologia completa delle presenze e delle reti in nazionale ― Francia | Cronologia completa delle presenze e delle reti in nazionale ― Francia | Cronologia completa delle presenze e delle reti in nazionale ― Francia | Cronologia completa delle presenze e delle reti in nazionale ― Francia | Cronologia completa delle presenze e delle reti in nazionale ― Francia | Cronologia completa delle presenze e delle reti in nazionale ― Francia | Cronologia completa delle presenze e delle reti in nazionale ― Francia | Cronologia completa delle presenze e delle reti in nazionale ― Francia |
| Data                                                                   | Città                                                                  | In casa                                                                | Risultato                                                              | Ospiti                                                                 | Competizione                                                           | Reti                                                                   | Note                                                                   |
| ---------------------------------------------------------------------- | ---------------------------------------------------------------------- | ---------------------------------------------------------------------- | ---------------------------------------------------------------------- | ---------------------------------------------------------------------- | ---------------------------------------------------------------------- | ---------------------------------------------------------------------- | ---------------------------------------------------------------------- |
| 24-8-1988                                                              | Parigi                                                                 | Francia                                                                | 1 – 1                                                                  | Cecoslovacchia                                                         | Amichevole                                                             | -                                                                      |                                                                        |
| 28-9-1988                                                              | Parigi                                                                 | Francia                                                                | 1 – 0                                                                  | Norvegia                                                               | Qual. Mondiali 1990                                                    | -                                                                      |                                                                        |
| 22-10-1988                                                             | Nicosia                                                                | Cipro                                                                  | 1 – 1                                                                  | Francia                                                                | Qual. Mondiali 1990                                                    | -                                                                      |                                                                        |
| 19-11-1988                                                             | Belgrado                                                               | Jugoslavia                                                             | 3 – 2                                                                  | Francia                                                                | Qual. Mondiali 1990                                                    | 1                                                                      |                                                                        |
| 7-2-1989                                                               | Dublino                                                                | Irlanda                                                                | 0 – 0                                                                  | Francia                                                                | Amichevole                                                             | -                                                                      |                                                                        |
| 8-3-1989                                                               | Glasgow                                                                | Scozia                                                                 | 2 – 0                                                                  | Francia                                                                | Qual. Mondiali 1990                                                    | -                                                                      |                                                                        |
| 29-4-1989                                                              | Parigi                                                                 | Francia                                                                | 0 – 0                                                                  | Jugoslavia                                                             | Qual. Mondiali 1990                                                    | -                                                                      |                                                                        |
| 16-8-1989                                                              | Malmö                                                                  | Svezia                                                                 | 2 – 4                                                                  | Francia                                                                | Amichevole                                                             | -                                                                      |                                                                        |
| 5-9-1989                                                               | Oslo                                                                   | Norvegia                                                               | 1 – 1                                                                  | Francia                                                                | Qual. Mondiali 1990                                                    | -                                                                      |                                                                        |
| 11-10-1989                                                             | Parigi                                                                 | Francia                                                                | 3 – 0                                                                  | Scozia                                                                 | Qual. Mondiali 1990                                                    | -                                                                      |                                                                        |
| 18-11-1989                                                             | Tolosa                                                                 | Francia                                                                | 2 – 0                                                                  | Cipro                                                                  | Qual. Mondiali 1990                                                    | -                                                                      |                                                                        |
| 21-1-1990                                                              | Al Kuwait                                                              | Kuwait                                                                 | 0 – 1                                                                  | Francia                                                                | Amichevole                                                             | -                                                                      |                                                                        |
| 24-1-1990                                                              | Al Kuwait                                                              | Francia                                                                | 3 – 0                                                                  | Germania Est                                                           | Amichevole                                                             | -                                                                      | 78’                                                                    |
| 28-3-1990                                                              | Budapest                                                               | Ungheria                                                               | 1 – 3                                                                  | Francia                                                                | Amichevole                                                             | 1                                                                      | 79’                                                                    |
| 15-8-1990                                                              | Parigi                                                                 | Francia                                                                | 0 – 0                                                                  | Polonia                                                                | Amichevole                                                             | -                                                                      |                                                                        |
| 5-9-1990                                                               | Reykjavík                                                              | Islanda                                                                | 1 – 2                                                                  | Francia                                                                | Qual. Euro 1992                                                        | -                                                                      |                                                                        |
| 13-10-1990                                                             | Parigi                                                                 | Francia                                                                | 2 – 1                                                                  | Cecoslovacchia                                                         | Qual. Euro 1992                                                        | -                                                                      |                                                                        |
| 17-11-1990                                                             | Tirana                                                                 | Albania                                                                | 0 – 1                                                                  | Francia                                                                | Qual. Euro 1992                                                        | -                                                                      |                                                                        |
| 20-2-1991                                                              | Parigi                                                                 | Francia                                                                | 3 – 1                                                                  | Spagna                                                                 | Qual. Euro 1992                                                        | 1                                                                      |                                                                        |
| 30-3-1991                                                              | Parigi                                                                 | Francia                                                                | 5 – 0                                                                  | Albania                                                                | Qual. Euro 1992                                                        | 2                                                                      | 73’                                                                    |
| 14-8-1991                                                              | Poznań                                                                 | Polonia                                                                | 1 – 5                                                                  | Francia                                                                | Amichevole                                                             | 1                                                                      |                                                                        |
| 4-9-1991                                                               | Bratislava                                                             | Cecoslovacchia                                                         | 1 – 2                                                                  | Francia                                                                | Qual. Euro 1992                                                        | -                                                                      |                                                                        |
| 25-3-1992                                                              | Parigi                                                                 | Francia                                                                | 3 – 3                                                                  | Belgio                                                                 | Amichevole                                                             | -                                                                      | 62’                                                                    |
| 27-5-1992                                                              | Losanna                                                                | Svizzera                                                               | 2 – 1                                                                  | Francia                                                                | Amichevole                                                             | -                                                                      | 71’                                                                    |
| 5-6-1992                                                               | Lens                                                                   | Francia                                                                | 1 – 1                                                                  | Paesi Bassi                                                            | Amichevole                                                             | -                                                                      | 61’                                                                    |
| 10-6-1992                                                              | Solna                                                                  | Svezia                                                                 | 1 – 1                                                                  | Francia                                                                | Euro 1992 - 1º turno                                                   | -                                                                      |                                                                        |
| 14-6-1992                                                              | Malmö                                                                  | Inghilterra                                                            | 0 – 0                                                                  | Francia                                                                | Euro 1992 - 1º turno                                                   | -                                                                      | 46’                                                                    |
| 26-8-1992                                                              | Parigi                                                                 | Francia                                                                | 0 – 2                                                                  | Brasile                                                                | Amichevole                                                             | -                                                                      | 65’                                                                    |
| 9-9-1992                                                               | Sofia                                                                  | Bulgaria                                                               | 2 – 0                                                                  | Francia                                                                | Qual. Mondiali 1994                                                    | -                                                                      |                                                                        |
| 14-10-1992                                                             | Parigi                                                                 | Francia                                                                | 2 – 0                                                                  | Austria                                                                | Qual. Mondiali 1994                                                    | -                                                                      |                                                                        |
| 14-11-1992                                                             | Parigi                                                                 | Francia                                                                | 2 – 1                                                                  | Finlandia                                                              | Qual. Mondiali 1994                                                    | -                                                                      |                                                                        |
| 17-2-1993                                                              | Tel Aviv                                                               | Israele                                                                | 0 – 4                                                                  | Francia                                                                | Qual. Mondiali 1994                                                    | -                                                                      |                                                                        |
| 27-3-1993                                                              | Vienna                                                                 | Austria                                                                | 0 – 1                                                                  | Francia                                                                | Qual. Mondiali 1994                                                    | -                                                                      | 87’                                                                    |
| 28-4-1993                                                              | Parigi                                                                 | Francia                                                                | 2 – 1                                                                  | Svezia                                                                 | Qual. Mondiali 1994                                                    | -                                                                      |                                                                        |
| 28-7-1993                                                              | Caen                                                                   | Francia                                                                | 3 – 1                                                                  | Russia                                                                 | Amichevole                                                             | 1                                                                      | 85’                                                                    |
| 22-8-1993                                                              | Solna                                                                  | Svezia                                                                 | 1 – 1                                                                  | Francia                                                                | Qual. Mondiali 1994                                                    | 1                                                                      |                                                                        |
| 8-9-1993                                                               | Tampere                                                                | Finlandia                                                              | 0 – 2                                                                  | Francia                                                                | Qual. Mondiali 1994                                                    | -                                                                      | 86’                                                                    |
| 13-10-1993                                                             | Parigi                                                                 | Francia                                                                | 2 – 3                                                                  | Israele                                                                | Qual. Mondiali 1994                                                    | 1                                                                      |                                                                        |
| 17-11-1993                                                             | Parigi                                                                 | Francia                                                                | 1 – 2                                                                  | Bulgaria                                                               | Qual. Mondiali 1994                                                    | -                                                                      | 80’                                                                    |
| Totale                                                                 |                                                                        | Presenze                                                               | 39                                                                     |                                                                        | Reti                                                                   | 9                                                                      |                                                                        |

| Cronologia completa delle presenze e delle reti in nazionale ― Francia under 21 | Cronologia completa delle presenze e delle reti in nazionale ― Francia under 21 | Cronologia completa delle presenze e delle reti in nazionale ― Francia under 21 | Cronologia completa delle presenze e delle reti in nazionale ― Francia under 21 | Cronologia completa delle presenze e delle reti in nazionale ― Francia under 21 | Cronologia completa delle presenze e delle reti in nazionale ― Francia under 21 | Cronologia completa delle presenze e delle reti in nazionale ― Francia under 21 | Cronologia completa delle presenze e delle reti in nazionale ― Francia under 21 |
| Data                                                                            | Città                                                                           | In casa                                                                         | Risultato                                                                       | Ospiti                                                                          | Competizione                                                                    | Reti                                                                            | Note                                                                            |
| ------------------------------------------------------------------------------- | ------------------------------------------------------------------------------- | ------------------------------------------------------------------------------- | ------------------------------------------------------------------------------- | ------------------------------------------------------------------------------- | ------------------------------------------------------------------------------- | ------------------------------------------------------------------------------- | ------------------------------------------------------------------------------- |
| 11-8-1987                                                                       | Treviri                                                                         | Germania under 21                                                               | 0 – 2                                                                           | Francia under 21                                                                | Amichevole                                                                      | 1                                                                               |                                                                                 |
| 8-9-1987                                                                        | Mosca                                                                           | Unione Sovietica under 21                                                       | 0 – 1                                                                           | Francia under 21                                                                | Qual. Europeo Under-21 1988                                                     | -                                                                               |                                                                                 |
| 16-3-1988                                                                       | Nancy                                                                           | Francia under 21                                                                | 2 – 1                                                                           | Italia under 21                                                                 | Europeo Under-21 1988 - Quarti di finale                                        | 1                                                                               |                                                                                 |
| 23-3-1988                                                                       | San Benedetto del Tronto                                                        | Italia under 21                                                                 | 2 – 2                                                                           | Francia under 21                                                                | Europeo Under-21 1988 - Quarti di finale                                        | -                                                                               |                                                                                 |
| 27-4-1988                                                                       | Londra                                                                          | Inghilterra under 21                                                            | 2 – 2                                                                           | Francia under 21                                                                | Europeo Under-21 1988 - Semifinale                                              | -                                                                               |                                                                                 |
| 25-5-1988                                                                       | Il Pireo                                                                        | Grecia under 21                                                                 | 0 – 0                                                                           | Francia under 21                                                                | Europeo Under-21 1988 - Finale                                                  | -                                                                               |                                                                                 |
| 12-10-1988                                                                      | Besançon                                                                        | Francia under 21                                                                | 3 – 0                                                                           | Grecia under 21                                                                 | Europeo Under-21 1988 - Finale                                                  | 2                                                                               |                                                                                 |
| Totale                                                                          |                                                                                 | Presenze                                                                        | 7                                                                               |                                                                                 | Reti                                                                            | 4                                                                               |                                                                                 |

## Palmarès

### Club

#### Competizioni nazionali
- Campionato francese: 3 (+1)

Olympique Marsiglia: 1988-1989, 1989-1990, 1991-1992 (+ 1992-1993 revocato) 
- Coppa di Francia: 2

Olympique Marsiglia: 1988-1989
Monaco: 1990-1991
- Scottish First Division: 1

Hibernian: 1998-1999

#### Competizioni internazionali
- UEFA Champions League: 1

Olympique Marsiglia: 1992-1993
- Coppa Intertoto UEFA: 1

Strasburgo: 1995

#### Individuale
- Capocannoniere del Coppa Intertoto UEFA: 1

1995 (6 reti)

### Nazionale
- Campionato d'Europa Under-21: 1

1988